# Bernice (Oklahoma)
Bernice è un comune degli Stati Uniti d'America, situato nello Stato dell'Oklahoma, nella contea di Delaware.